# Haora (district)
Haora of Howrah is een district van de Indiase staat West-Bengalen. Het district telt 4.274.010 inwoners (2001) en heeft een oppervlakte van 1467 km². De hoofdstad is het gelijknamige Haora, een voorstad van Calcutta.
Haora ligt tussen twee rivieren in: de westgrens van het district wordt gevormd door de Rupnarayan, de oostgrens door de Hooghly. Het noordoosten van Haora behoort tot de grote agglomeratie van de metropool Calcutta en is zeer dichtbevolkt.
Hoofdstad: Calcutta (Kolkata)
Districten:
Divisie Bardhaman: Birbhum · Hooghly · Paschim Bardhaman · Purba Bardhaman
Divisie Jalpaiguri: Alipurduar · Cooch Behar · Darjeeling · Jalpaiguri · Kalimpong
Divisie Malda: Dakshin Dinajpur · Malda · Murshidabad · Uttar Dinajpur
Divisie Medinipur: Bankura · Jhargram · Paschim Medinipur · Purba Medinipur · Purulia
Presidency divisie: Calcutta · Dakshin 24 Parganas · Haora · Nadia · Uttar 24 Parganas